# (I’m Gonna) Love Me Again
«(I’m Gonna) Love Me Again» (с англ. — «(Я собираюсь) любить себя снова») — песня из биографического фильма «Рокетмен». Написанная Элтоном Джоном и Берни Топином, песню исполнили Джон и Тэрон Эджертон. Официальное музыкальное видео содержит как архивные клипы из ранней карьеры Элтона Джона, так и сцены из фильма. 19 декабря 2019 года песня получила премию «Спутник» в категории «Лучшая оригинальная песня», 5 января 2020 года — «Золотой глобус» в категории «Лучшая оригинальная песня» и 12 января 2020 года премию «Выбор критиков» в категории «Лучшая песня». 9 февраля 2020 года песня получила премию «Оскар» в категории «Лучшая оригинальная песня».
Премьера песни состоялась на BBC Radio 2 16 мая 2019 года.

## Награды и номинации
| Награды                                             | Награды                                          | Награды   | Награды |
| Награда                                             | Категория                                        | Результат |         |
| --------------------------------------------------- | ------------------------------------------------ | --------- | ------- |
| Оскар                                               | Лучшая оригинальная песня                        | Победа    |         |
| Золотой глобус                                      | Лучшая оригинальная песня                        | Победа    |         |
| Выбор критиков                                      | Лучшая песня                                     | Победа    |         |
| Спутник                                             | Лучшая оригинальная песня                        | Победа    |         |
| Hollywood Critics Association                       | Лучшая оригинальная песня                        | Номинация |         |
| Hollywood Music in Media Awards                     | Лучшая оригинальная песня — художественный фильм | Номинация |         |
| Gold Derby Awards                                   | Лучшая оригинальная песня                        | Победа    |         |
| Georgia Film Critics Association                    | Лучшая оригинальная песня                        | Номинация |         |
| Houston Film Critics Society                        | Лучшая оригинальная песня                        | Номинация |         |
| Music City Film Critics' Association Awards         | Лучшая песня                                     | Победа    |         |
| Latino Entertainment Journalists Association Awards | Лучшая песня, написанная для кино                | Победа    |         |
| Hawaii Film Critics Society                         | Лучшая песня                                     | Победа    |         |
| Online Film & Television Association                | Лучшая оригинальная песня                        | Победа    |         |
| Denver Film Critics Society                         | Лучшая оригинальная песня                        | Номинация |         |
| NBP Film Awards                                     | Лучшая оригинальная песня                        | Номинация |         |
| Iowa Film Critics Awards                            | Лучшая песня                                     | Номинация |         |

## Музыкальное видео
Клип был снят режиссёром Кии Аренсом. Он был выложен в официальном аккаунте Джона Vevo 13 июня 2019 года. На видео присутствуют Джон и Тэрон Эджертон, с кадрами Эджертона в роли Элтона Джона в «Рокетмене», архивные кадры музыканта и клипы Джона и Эджертона, записывающие песню в студии. Он также включает калейдоскопическую анимацию, смешанную с обложками альбомов и концертными плакатами из расцвета Джона.
Видеозапись создания музыкального видео была выпущена 4 июля 2019 года в аккаунте Vevo, где Элтон Джон и Берни Топин обсуждают свой трек в ролике сцены.

## Живое выступление
Песня была исполнена Элтоном Джоном и Тэроном Эджертоном на концерте Rocketman: Live in Concert в Греческом театре в Лос-Анджелесе с Голливудским симфоническим оркестром 17 октября 2019 года.
Элтон Джон исполнил песню во время 92-й церемонии вручения премии «Оскар» в театре «Долби» в Голливуде, штат Калифорния, 9 февраля 2020 года, с красным фортепиано Yamaha и полной группой, в том числе с бэк-вокалистами перед экраном с анимированной графикой для представления фильма. После исполнения был объявлен результат номинации: песня получила «Оскар» за лучшую оригинальную песню.

## Ремикс
Purple Disco Machine отвечал за ремикс-версию музыки Джона и Эджертона. Музыка была запущена на цифровых платформах и потоковой передачи музыки 19 декабря 2019 года.

## Чарты
| Чарты (2019—2020)                          | Позиция |
| ------------------------------------------ | ------- |
| Бельгия/Фландрия (Ultratip Bubbling Under) | 32      |
| США (Billboard Adult Contemporary)         | 12      |
| США (Billboard Dance Club Songs)           | 3       |